# Charles Tatham
Charles Tatham (ur. 3 września 1854 w Nowym Jorku, zm. 24 września 1939 tamże) – amerykański szermierz, trzykrotny medalista olimpijski.

## Życiorys
Na igrzyskach olimpijskich w St. Louis w 1904 roku zdobywał medale we wszystkich swoich startach. W szpadzie indywidualnej zajął drugie miejsce, rozdzielając na podium Kubańczyka Ramóna Fonsta i swego rodaka, Albertsona Van Zo Posta. We florecie drużynowym reprezentacja USA w składzie: Charles Tatham, Fitzhugh Townsend i Arthur Fox zdobyła srebrny medal (wystąpiły tylko dwie drużyny). We florecie indywidualnym zdobył brązowy medal, plasując się za Ramónem Fonstem i Albertsonem Van Zo Postem. Były to jego jedyne starty olimpijskie.
Pracował w fabryce wyrobów ołowianych prowadzonej przez jego ojca w Filadelfii. W 1891 był jednym ze współzałożycieli związku szermierczego Amateur Fencers League of America/United States Fencing Association (AFLA/USFA). W 1901, 1902 i 1903 był mistrzem Stanów Zjednoczonych indywidualnie w szpadzie.